# Timo Soini
Timo Juhani Soini, född 30 maj 1962 i Raumo, är en finländsk tidigare politiker som var Sannfinländarnas partiledare från 1997 till 2017. Han var Finlands utrikesminister 2015–2019. Vid sidan om utrikesministerposten innehade han även posten som Finlands vice statsminister fram till juni 2017. När Sannfinländarna splittrades efter hans avgång som partiledare, följde han med utbrytargruppen som sommaren 2017 bildade Blå framtid.

## Politisk karriär
Soini gick vid 17 års ålder med i Landsbygdspartiets ungdomsförbund efter att ha blivit inspirerad av dess partiledare Veikko Vennamo. Soini vann Vennamos förtroende och var Landsbygdspartiets partisekreterare 1992–1995, den siste på posten innan partiets konkurs 1995.
När Landsbygdspartiet försvann i och med riksdagsvalet 1995 var Soini med och grundade Sannfinländarna. Han blev Sannfinnländarnas ordförande 1997. Soini var stadsfullmäktig i Esbo 2001–2021 och riksdagsledamot 2003–2019.
Soini var Sannfinländarnas presidentkandidat i presidentvalet 2006. I den första omgången av valet kom han på femte plats med 103 368 röster och 3,43 procent.
Vid Europaparlamentsvalet 2009 fick Soini det högsta röstetalet i hela Finland, drygt 130 000 röster. Han var ledamot av Europaparlamentet till 2011, då han ersättes av Sampo Terho.
Under Timo Soinis ledning vann partiet Sannfinländarna 19 procent av rösterna vid finländska riksdagsvalet 17 april 2011 och blev Finlands tredje största parti. Partiet motsätter sig starkt de ekonomiska räddningspaketen för euroländer i kris. Om Sannfinländarna hade kommit in i Finlands regering skulle de ha sagt nej till det föreslagna räddningspaketet för Portugal. Det skulle ha sänkt förslaget eftersom det kräver enhällighet hos euroländerna.
I presidentvalet 2012 kom han på fjärde plats.

## Politiska uppfattningar
Soini har ofta uppfattats som en populist, något han inte skäms för. Han förespråkar Finlands självständighet, vilket enligt hans mening måste innebära ett utträde ur EU. Han vill inte heller att Finland skall gå med i Nato och han vill ha en relativt stram flyktingpolitik. Hans motstånd mot svenskans position i Finland och hans "invandrarkritiska" inställning ingår också i det populistiska paketet.[källa behövs] Han är motståndare till aborter och invandring.

## Övrigt
Soini är politices magister och konverterade till katolicismen vid 26 års ålder.
Han gav 2008 ut boken Maisterisjätkä, där han redogör för sin politiska bana.

## Utmärkelser
- Riddartecknet av I klass av Finlands Vita Ros’ orden,  6 december 2011[7]
- Krigsinvalidernas förtjänstkors,  2014[8]
- Norska förtjänstordens storkors,  2016[9]
- Militärens förtjänstmedalj,  4 juni 2016[10]
- Kommendörstecknet av Finlands Vita Ros’ orden,  6 december 2017[7]
- Andra graden av Terra Mariana-korsets orden,  29 januari 2019[11]

[Redigera Wikidata]